# Emma Louise Ashford
Emma Louise Ashford-Hindle (Newark, Delaware, 29 maart 1850 - Nashville, Tennessee, 22 september 1930) was een Amerikaans organist en componist.

## Leven en werk
Ashford was een dochter van Elizabeth Pickcasgill and James Hindle, die uit Engeland naar de Verenigde Staten waren geëmigreerd. Haar vader was zangleraar, haar moeder had een mooie sopraanstem; muziek was een belangrijk onderdeel van het huiselijk leven. Zij kreeg les van haar vader en kon al zingen voor ze goed kon praten. Toen ze drie jaar was, zong ze solo bij een liefdadigheidsconcert; op vijfjarige leeftijd begon ze delen van liederen en hymnen te improviseren. Met acht jaar werd ze lid van het kerkkoor en de zangvereniging, en was in beide koren de beste in het a prima vista zingen. Met tien jaar kreeg ze een gitaar, en binnen enkele weken kon ze hierop de liederen die ze zong begeleiden. Ze speelde nu ook al goed piano en harmonium.
Op twaalfjarige leeftijd was Ashford organist van de Episcopaalse Kerk in Kewanee, Illinois. Haar familie verhuisde vaak en toen ze vijftien was verhuisden ze naar Seymour, Connecticut. Ook daar werd ze organist van de Episcopaalse kerk; dit was haar eerste ervaring met het bespelen van een pijporgel. Tijdens een muzikale avond in Connecticut, toen ze zeventien was, ontmoette ze John Ashford, een jonge werktuigbouwkundige en talentvol tenor uit Bath, Engeland. Ze trouwden op 24 december 1867 en verhuisden naar Chicago, waar zij alt werd in een vocaal kwartet van de St. James Episcopal Church onder leiding van Dudley Buck.
Na het huwelijk verhuisde het paar naar Nashville, waar John Ashford lid werd van de academische staf van de Vanderbilt University. Emma Louise Ashford dompelde zich onder in het muzikale leven van de universiteit en de gemeenschap. Op de campus werd ze al snel beroemd met haar composities over Vanderbilt. Decaan Herbert Tolman zei over haar "Van de vrouwen uit onze stad hebben sommigen zich onderscheiden in de literatuur en sommigen in de kunst, maar op het gebied van muzikale composities is er bij uitstek één naam. Het is de naam van Mrs Emma L. Ashford." Het echtpaar leidde in Nashville samen de koren van verscheidene grote kerken. Gedurende tien jaar hadden zij de muzikale leiding van de First Cumberland Presbyterian Church en de Joodse tempel Ohabai Sholom. Emma Louise Ashford was organist in verscheidene kerken,  en gaf twintig jaar lang piano-, orgel- en harmoniumles.
Ashford volgde voortgezette studies harmonieleer, contrapunt, canon en fuga bij Henri Weber en R.H. Peters. In 1894, 1897 en 1904 maakte zij studiereizen naar Europa, waar zij studeerde bij de grootste leermeesters van die tijd. In 1897 werd zij hoofdredacteur van twee grote muziekbladen van uitgever E. S. Lorenz & Company. De laatste jaren van haar leven wijdde zij geheel aan het componeren. Zij overleed in 1930, en is begraven op de Mount Olivet begraafplaats in Nashville.

## Composities
Ashford was een productief componist. Zij componeerde meer dan zeshonderd muziekstukken, enkele honderden anthems, kerkelijke en seculiere cantates, vijftig liederen en veertig pianostukken. Vaak dirigeerde zij haar eigen werk. Zij reisde in binnen- en buitenland, waarbij ze haar werk uitvoerde of dirigeerde. Als componist werd ze bekend in het Verenigd Koninkrijk, en haar roem reikte tot in Japan, China en India. Ze won talloze prijzen in internationale competities.
Van de werken die zij schreef voor Vanderbilt wordt de “Vanderbilt Ode”, in 1901 geschreven voor Vanderbilt’s 25e dies natalis, het meest gewaardeerd. Een gedenkwaardige uitvoering van dit werk vond in 1926 plaats bij het auditorium van het oorlogsmonument met het Nashville Symphony orkest en een groot koor. De avond werd afgesloten met een openbaar compliment van kanselier Kirkland aan het adres van Ashford met de volgende woorden: “Zo lang mensen de schoonheid van muziek liefhebben, zo lang zal uw naam voortleven en gekoesterd worden door mannen en vrouwen van Vanderbilt.”
- Gemeinsame Normdatei: 13656951X
- International Standard Name Identifier: 0000 0000 5558 1990
- Library of Congress Control Number: no89017806
- Nationale Bibliotheek van Letland: 000043261
- Nationale Bibliotheek van Tsjechië: xx0156323
- Trove: 1489156
- Virtual International Authority File: 53707636
- WorldCat: E39PBJdGHTGYQbxBkT8wYR48YP